# Fifth Avenue
Đại lộ thứ Năm (tiếng Anh: Fifth Avenue) là một đại lộ lớn ở trung tâm của quận Manhattan ở New York City, tiểu bang New York, Hoa Kỳ. Phần Fifth Avenue qua Midtown Manhattan, đặc biệt là giữa đường 49 và đường 60 có các cửa hàng có uy tín và luôn được xếp vào một trong các đường phố mua sắm đắt nhất trên thế giới. Biệt danh "Phố đắt nhất trên thế giới" thay đổi tùy thuộc vào biến động tiền tệ và điều kiện kinh tế địa phương từ năm này sang năm khác. Đối với năm một số bắt đầu từ giữa những năm 1990, các khu mua sắm giữa Phố 49 và 57 đã được xếp hạng có chi phí thuê mặt bằng bán lẻ đắt nhất thế giới tính trên mỗi foot vuông. Trong 2008., Tạp chí Forbes xếp hạng Fifth Avenue như là đường phố đắt nhất trên thế giới. Một số bất động sản thèm muốn nhất trên Fifth Avenue là những căn hộ penthouse nằm trên đỉnh của tòa nhà.

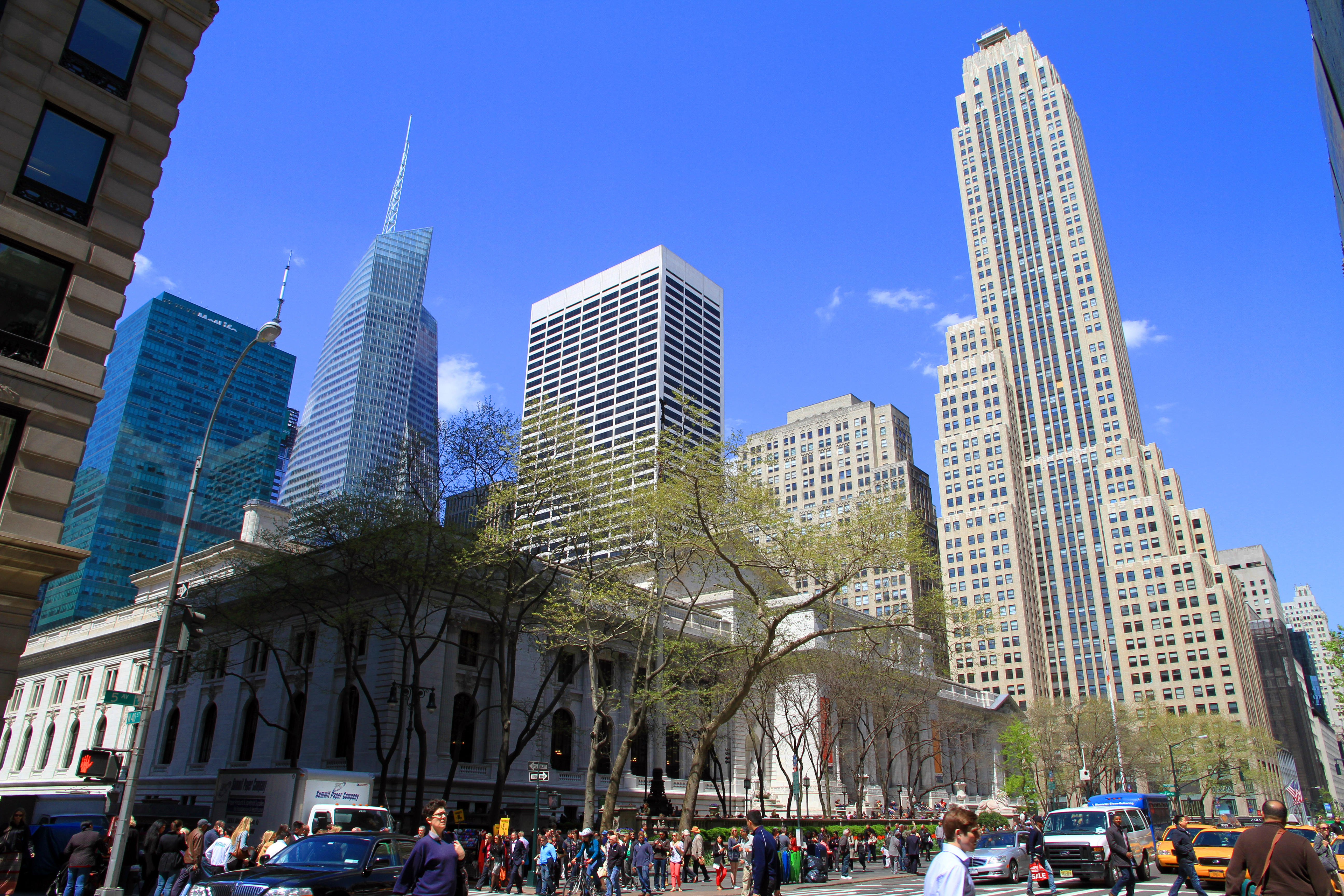
Đại lộ thứ Năm

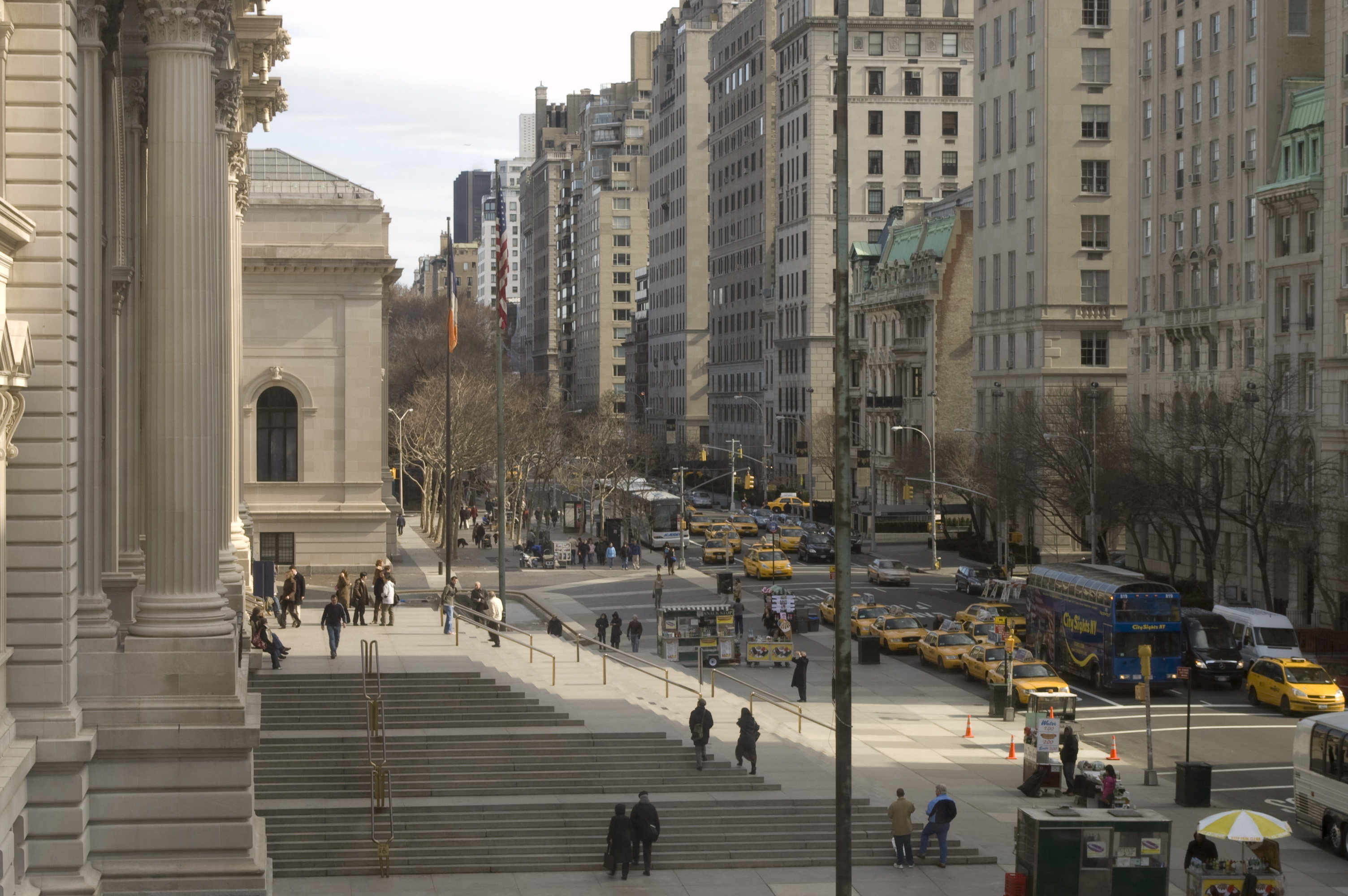
Đại lộ thứ Năm, nhìn từ Viện bảo tàng mỹ thuật Metropolitan Museum of Art

Fifth Avenue chạy từ Washington Square Park ở Greenwich Village và chạy theo hướng bắc qua trung tâm của Midtown Manhattan, dọc theo phía đông của Central Park, nơi mà nó hình thành ranh giới của Upper East Side và thông qua Harlem, nơi mà nó kết thúc ở sông Harlem phố thứ 142. Giao thông đi qua sông Cầu trên đại lộ Madison. Đại lộ thứ Năm là sự hòa quyện của những cửa hàng sang trọng và kiến trúc đầy khát vọng. Đây cũng là một trục đường quan trọng của trung tâm Manhattan và là một trong những biểu tượng về sự giàu có của New York.
Fifth Avenue cũng là nơi tập trung nhiều tòa nhà nổi tiếng nhất New York và Hoa Kỳ như: Tòa nhà Empire State, Rockefeller Center, Trump Tower, Tòa nhà Flatiron,... cũng như nhiều viện bảo tàng như: Bảo tàng Guggenheim, bảo tàng mỹ thuật Metropolitan Museum of Art, Bảo tàng Do Thái, Neue Galerie New York,...
Theo nhiều du khách, nơi còn được mệnh danh là đại lộ thời trang quy tụ nhiều nhà thời trang nổi tiếng nhất thế giới với giá đắt đỏ.